# Новолісся
Новолісся (біл. Навалессе) — село в Білорусі, у Малоритському районі Берестейської області. Орган місцевого самоврядування — Олтуська сільська рада.

## Географія
Розташоване за 10 км від білорусько-українського державного кордону.

## Історія
У 1921 році село входило до складу гміни Олтуш Берестейського повіту Поліського воєводства Польської Республіки.
4 лютого 1943 німці розстріляли в селі 41 його мешканця. На могилі встановлений обеліск. Належало до зони активності УПА.

## Населення
Станом на 10 вересня 1921 року в селі налічувалося 37 будинків та 273 мешканці, з них:
- 138 чоловіків та 135 жінок;
- 273 православні;
- 169 українців (русинів), 100 поляків, 4 білоруси.

За переписом населення Білорусі 2009 року чисельність населення села становило 109 осіб.